# 方铅矿
方鉛礦（英語：Galena）是硫化铅（PbS）的天然矿物形式。它是最重要的铅矿石和银的重要来源。
方铅矿是最丰富、分布最广的硫化物矿物之一。它以立方晶系结晶，通常呈八面体形式。它常与矿物闪锌矿、方解石和萤石伴生。

## 产生

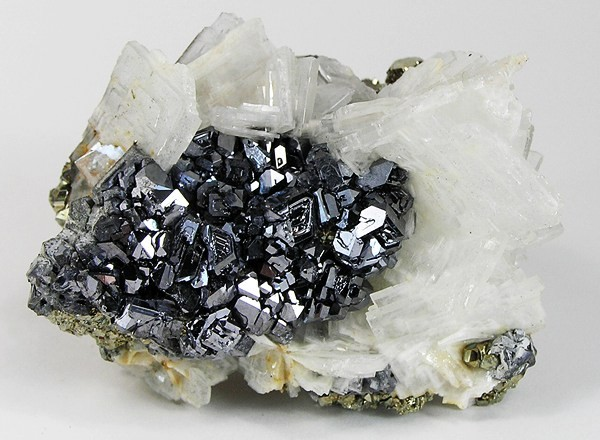
来自秘鲁塞罗德帕斯科的带重晶石和黄铁矿的方铅矿，5.8 × 4.8 × 4.4 cm

方铅矿是铅的主要矿石，自古以来就在使用，因为铅可以从方铅矿中用普通的柴火冶炼。方铅矿通常與閃鋅礦、白铁矿、黃銅礦、白铅矿、铅矾、白云石、方解石、石英、重晶石和萤石一起存在于热液脉中。在石灰岩内的低温铅锌矿床中也它与闪锌矿有一起发现。少量发现于接触变质带、伟晶岩中和沉积岩中散布。

在一些矿床中，方铅矿含有高达0.5%的银，这是一种收入远远超过主要铅矿石的副产品。在这些沉积物中，大量的银以硫化银矿物相的形式出现，或以有限的银形式存在于方铅矿结构内的固溶体中。这些含银方铅矿长期以来一直是重要的银矿。含银方铅矿几乎完全来自热液，铅锌矿床中的方铅矿几乎不含银。
方铅矿矿床分布在世界各地的各种环境中。在台灣產於新北市金瓜石、坪林與台東縣樟原，在金瓜石之方鉛礦通常以小結晶、黃鐵礦等礦物共生。中國出產於雲南金頂、廣東凡口與青海錫鐵山等地，此外英國康瓦爾（Cornwall）﹑德國弗萊貝格（Freiberg）與澳大利亞布羅肯希爾（Broken Hill）也是著名的產地。

## 晶体结构
方鉛礦属于八面体硫化物矿物，在八面体位置有金属离子，如磁黄铁矿和红砷镍矿。方铅矿族以其最常见的成员命名，其他等轴成员包括含锰的硫锰矿和硫镁矿。
二价铅（Pb2+）阳离子和硫（S2-）阴离子形成紧密堆积的立方晶胞，非常类似于卤化物矿物族的矿物岩盐。鋅、鎘、鐵、銅、銻、砷、鉍和硒也在方铅矿中以不同的数量存在。硒在构成固溶体的结构中取代硫。碲化铅矿物碲铅矿具有与方铅矿相同的晶体结构。

## 地球科学
在風化或氧化带中，方铅矿会变成鉛礬或白鉛礦。暴露在酸性矿井排水中的方铅矿可以被天然存在的细菌和古细菌氧化成铅矾，其过程类似于生物浸出。

## 用途
方铅矿最古老的用途之一是眼影。在古埃及时期，这种物质应用在眼睛周围，以减少沙漠太阳的眩光并驱赶苍蝇，因为苍蝇是一种潜在的疾病来源。
在前哥伦布时期的北美，原住民使用方铅矿作为装饰涂料和化妆品的成分，并在美国东部广泛交易。在现今伊利诺伊州金凯德丘的密西西比城市经常发现方铅矿的痕迹。该遗址使用的方铅矿来自密苏里州东南部和中部以及密西西比河谷上游的矿床。
方铅矿是铅的主要矿石，通常因其含銀量而被大量開採。
方铅矿可用作陶瓷釉料中的铅源。

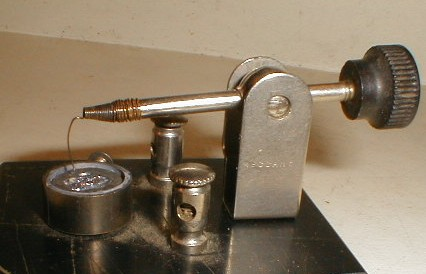
方铅矿猫须检波器

方铅矿是一种能隙约为0.4eV的半导体，可用于早期的无线通讯系统。它被用作矿石收音机接收器中的晶体，其中它被用作能够对交流电进行整流以检测无线电信号的点接触二极管。方铅矿晶体与被称为“猫须”的锋利金属丝接触。

## 扩展阅读
- Klein, Cornelis; Hurlbut, Cornelius S., Jr.  2nd. Wiley. 1985: 274–276. ISBN 0-471-80580-7.